# Centrolewica
Centrolewica – termin używany na określenie partii politycznych o umiarkowanie lewicowych poglądach politycznych i gospodarczych, będących w opozycji do ugrupowań silniej lewicowych, zwłaszcza komunistycznych. Do centrolewicy zalicza się przede wszystkim socjalliberałów oraz większą część zielonych. Ze względu na ewolucję poglądów, większość partii socjaldemokratycznych, wywodzących się historycznie z ruchu robotniczego i socjalizmu, uznaje się współcześnie za centrolewicowe (np. brytyjska Partia Pracy). Partie centrolewicowe akceptują jako zasadę gospodarkę rynkową. W odróżnieniu od gospodarczych liberałów dopuszczają interwencjonizm państwowy (np. znaczący sektor publiczny) oraz znaczne regulacje m.in. w celu ochrony pracowników. Partie te popierają również progresywne opodatkowanie. 
Centrolewicą określa się też koalicje rządowe i wyborcze partii centrowych i lewicowych.